# Klára Dán von Neumann
Klára „Klari“ Dán von Neumann (18. srpna 1911 Budapešť – 10. listopadu 1963 San Diego) byla maďarsko-americká badatelka, je známá jako jedna z prvních počítačových programátorek.

## Dětství a mládí
Narodila se jako Klára Dán 18. srpna 1911 v Budapešti do bohaté židovské rodiny Károly Dána a Kamille Stadler. Její otec sloužil během první světové války v rakousko-uherské armádě jako důstojník a rodina se přestěhovala do Vídně, aby utekla z Maďarské sovětské republiky Bély Kuna. Po svržení režimu se rodina vrátila do Budapešti. Ve 20. letech pořádali časté večírky, kde se Klára setkávala s nejlepšími umělci a mysliteli té doby.
Klára navštěvovala anglickou internátní školu a ve 14 letech se stala mistryní republiky v krasobruslení. Studium pokračovala na gymnáziu v Budapešti, kde maturovala v roce 1929.

## Osobní život
Klára se vdávala mladá, do svých 25 let se rozvedla a znovu se vdala. V roce 1931 si vzala Ference Engela, který se věnoval hazardu a cestovali z jednoho kasina do druhého. V roce 1936 se provdala za Andora Rapocha, bankéře, který byl o 18 let starší než ona. Před vypuknutím druhé světové války se během cesty do Budapešti Klára seznámila s maďarským matematikem Johnem von Neumannem, který se jí začal dvořit. Von Neumann byl v té době také ženatý, ale zrovna se rozváděl (jeho první manželka Mariette se zamilovala do uznávaného fyzika J. B. Hornera Kupera). V roce 1938 bylo von Neumannovo první manželství rozvedeno a rozvedla se i Klára, aby se mohla provdat za Johna von Neumanna.
Po svatbě von Neumannovi emigrovali do Spojených států. V roce 1943 se John přestěhoval do Los Alamos National Laboratory v Novém Mexiku, aby pracoval na výpočtech v rámci projektu Manhattan, dnes již notoricky známého výzkumného projektu americké vlády věnovaného sestrojení první atomové bomby. Klára zůstala v Princetonu až do roku 1946 a pracovala na univerzitě. Oddělený život během projektu Manhattan jejich manželství nesvědčil. Klára v pozdním stadiu těhotenství potratila, když chtěla otevřít těžká garážová vrata.
Po válce Klára Dán pracovala se svým manželem v Novém Mexiku. John von Neumann byl v roce 1956 upoután na invalidní vozík a o rok později podlehl rakovině (pravděpodobně způsobené radiací během projektu Manhattan).
Dán se v roce 1958 provdala za oceánografa a fyzika Carla Eckarta a přestěhovala se do La Jolla v Kalifornii. Zemřela 10. listopadu 1963 ve věku 52 let. Cestou na pláž ze svého domova v La Jolla se vrhla do příboje a utopila se. Kancelář koronera v San Diegu uzavřela její smrt jako sebevraždu.

## Profesní kariéra
John von Neumann měl profesuru na Princetonské univerzitě, a když v Evropě sílil nacismus, Klára ho následovala do USA. Přestože měla pouze středoškolské vzdělání v algebře a trigonometrii, sdílela zájem svého nového manžela o čísla a dokázala si zajistit práci v princetonském úřadu pro výzkum populace, který se zabýval populačními trendy.
Po válce se Dán připojila k manželovi v Novém Mexiku. Pracovali na projektu ENIAC (Electronic Numerical Integrator and Computer) a s použitím tohoto nového výkonného počítače vytvořili první úspěšnou meteorologickou předpověď počasí. Dán navrhla nové ovládací prvky pro ENIAC a byla jedním z jeho hlavních programátorů, spravovala 100 000 děrných štítků a zodpovídala za to, aby nedošlo ke ztrátě dat. Vyškolila skupinu lidí z projektu Manhattan, aby ukládali programy jako binární kód.
Dán se také podílela na vývoji počítače nazvaného MANIAC, který používal její manžel a kolegové v Los Alamos National Laboratory na podporu výzkumu jaderné fúze. MANIAC byl pokročilejší oproti počítači ENIAC, protože uměl ukládat data.

## Odkaz
Při své práci použila Klára Dán „uzavřený podprogram“ – typ smyčky, která se spustí vždy, když se na ni odkazuje z hlavního programu. Vynález uzavřeného podprogramu je obecně připisován počítačovému vědci Davidu Wheelerovi, ale Dán jeden takový podprogram využila ke generování náhodných čísel minimálně o rok dříve než on.
Každý počítačový program, který se dnes používá, vychází z kódu, který napsala před více než sedmdesáti lety Klára Dán, téměř každý počítač, od notebooku po chytrý telefon, je vzdálený příbuzný toho, který pomohla přeprogramovat.